# Gullo
Pour les articles homonymes, voir Gullo (homonymie).
Gullo ou Gudlo est une île dans le landskap Sunnhordland du comté de Vestland. Elle appartient administrativement à Øygarden.

## Géographie
Rocheuse et couverte d'une légère végétation, elle s'étend sur environ 1,571 km de longueur pour une largeur approximative de 483 m. 